# 低平火山口

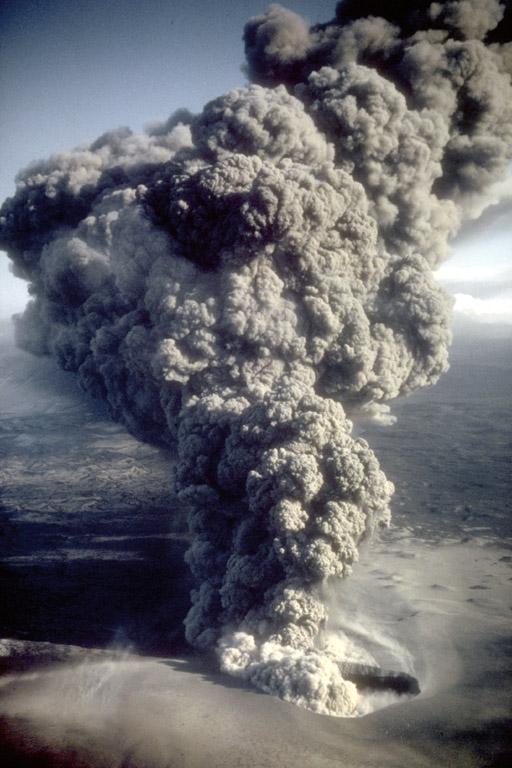
Ukinrek低平火山口是射气岩浆活动的结果。

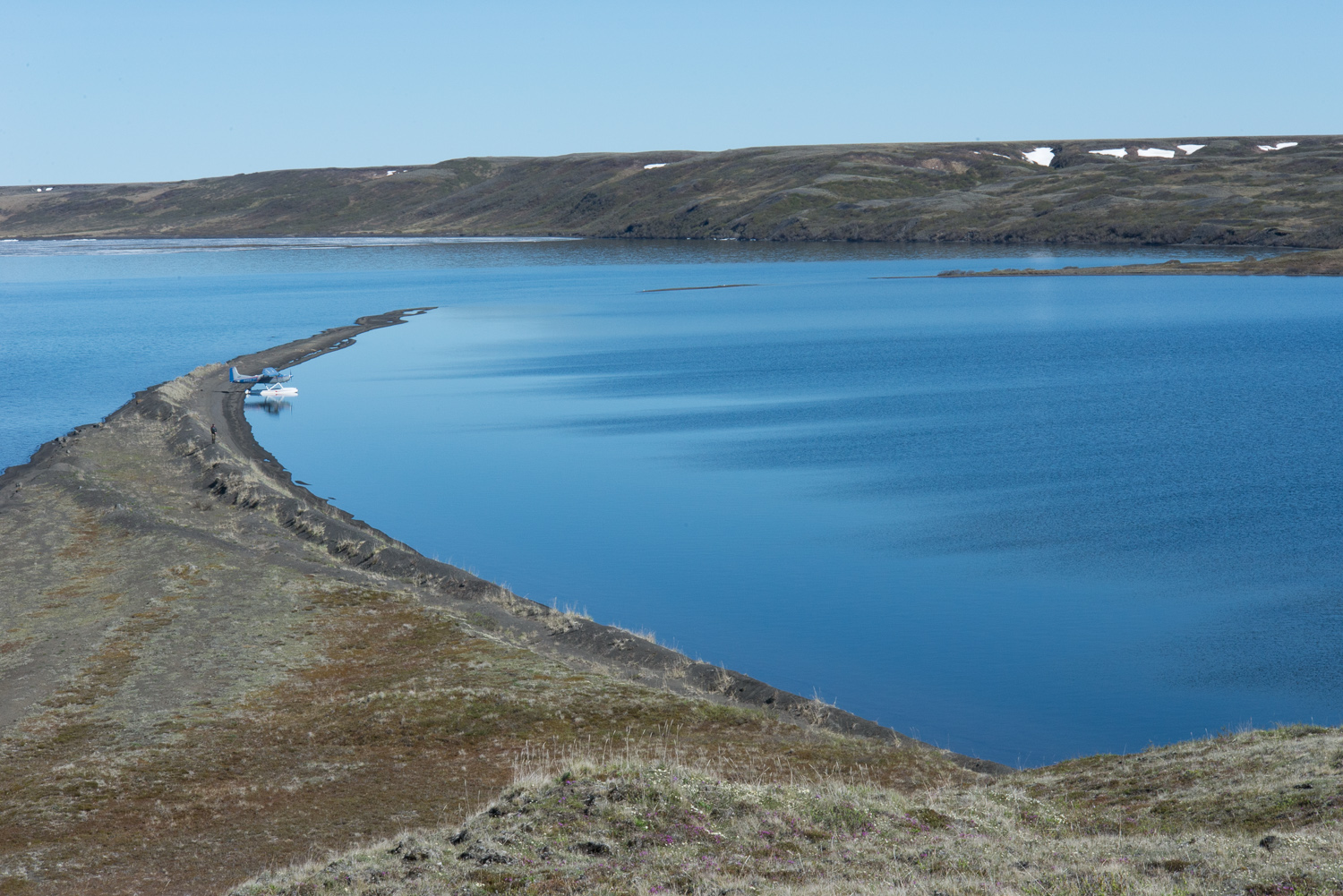
位于阿拉斯加西部的西沃德半岛魔鬼山湖是世界上最大的低平火山口为基础的的湖泊。

低平火山口（德語：Maar），音译为玛珥湖，是由岩漿和水相互作用發生爆炸而形成。在地表下形成了深切到圍岩的圓形火山口，並被一個低矮的碎屑環包圍。常常會積水而形成火山湖。其語源為拉丁文的，即「海」。

## 例子
- 印度尼西亚的坦博拉火山的破火山口是一個大窟窿，它的直径是6000米，深1300米，积聚在一些火山口的水形成了湖。
- 法國中部奥弗涅的帕万湖可看到一片蓝色的水。这個湖的直徑是750米，深96米。
- 沃莱的火山高地里面有著很圆的伊萨莱斯湖和布歇尔湖。
- 在拉赫湖的低平火山口中，會看到冒到水面的二氧化碳氣泡。
- 在印度尼西亚弗洛里斯岛的克立木图，有两个姐妹湖。一个湖水是砖一般红色的，另一个湖水則是翠绿色的。
- 卡瓦伊德根湖含有硫酸，大块的石灰石會沸腾著在湖中消失。
- 哥斯达黎加波阿斯的湖水由於含有硫化物，因而有金属的光泽。

## 著名的低平火山口
- 双池岭连体玛珥火山
- 湖光岩连体玛珥湖

## 图库

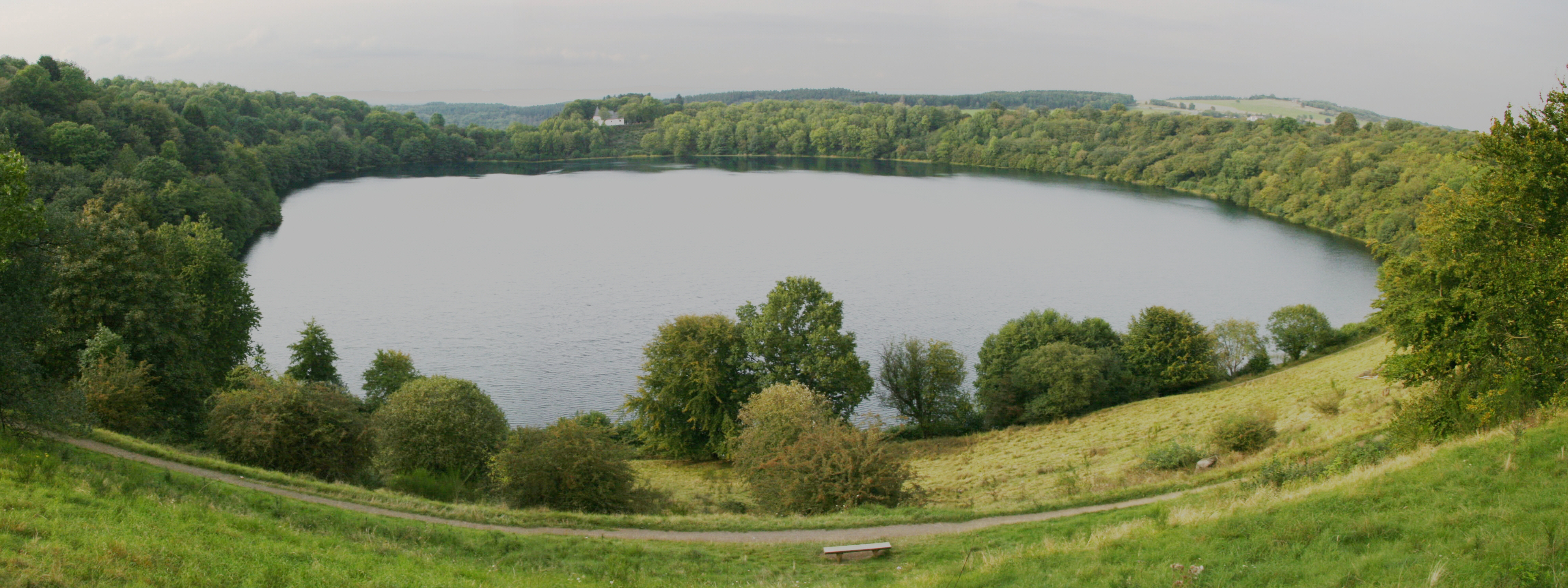
Weinfelder Maar, one of the three maars originally described
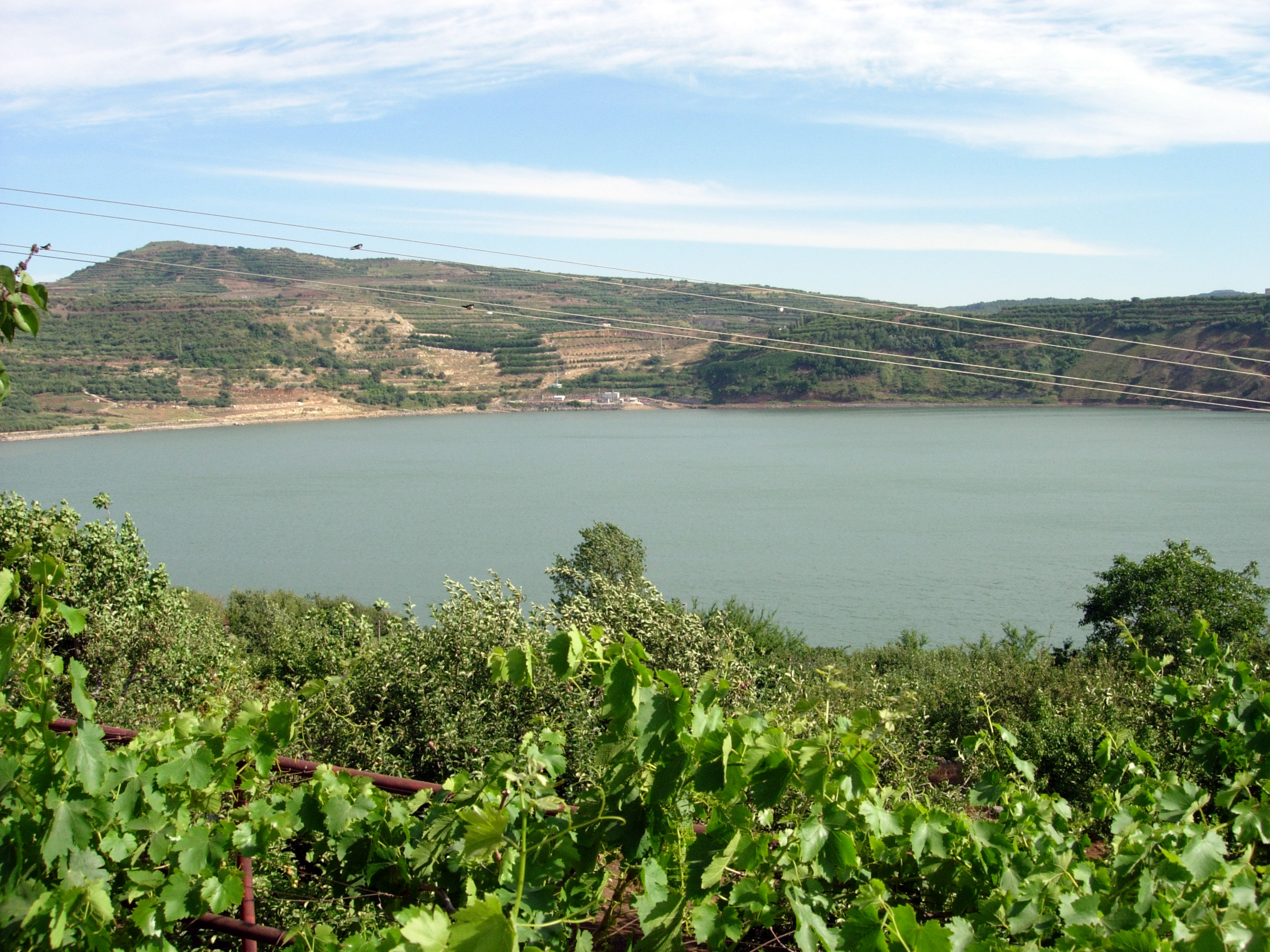
在戈兰高地的Birkat Ram
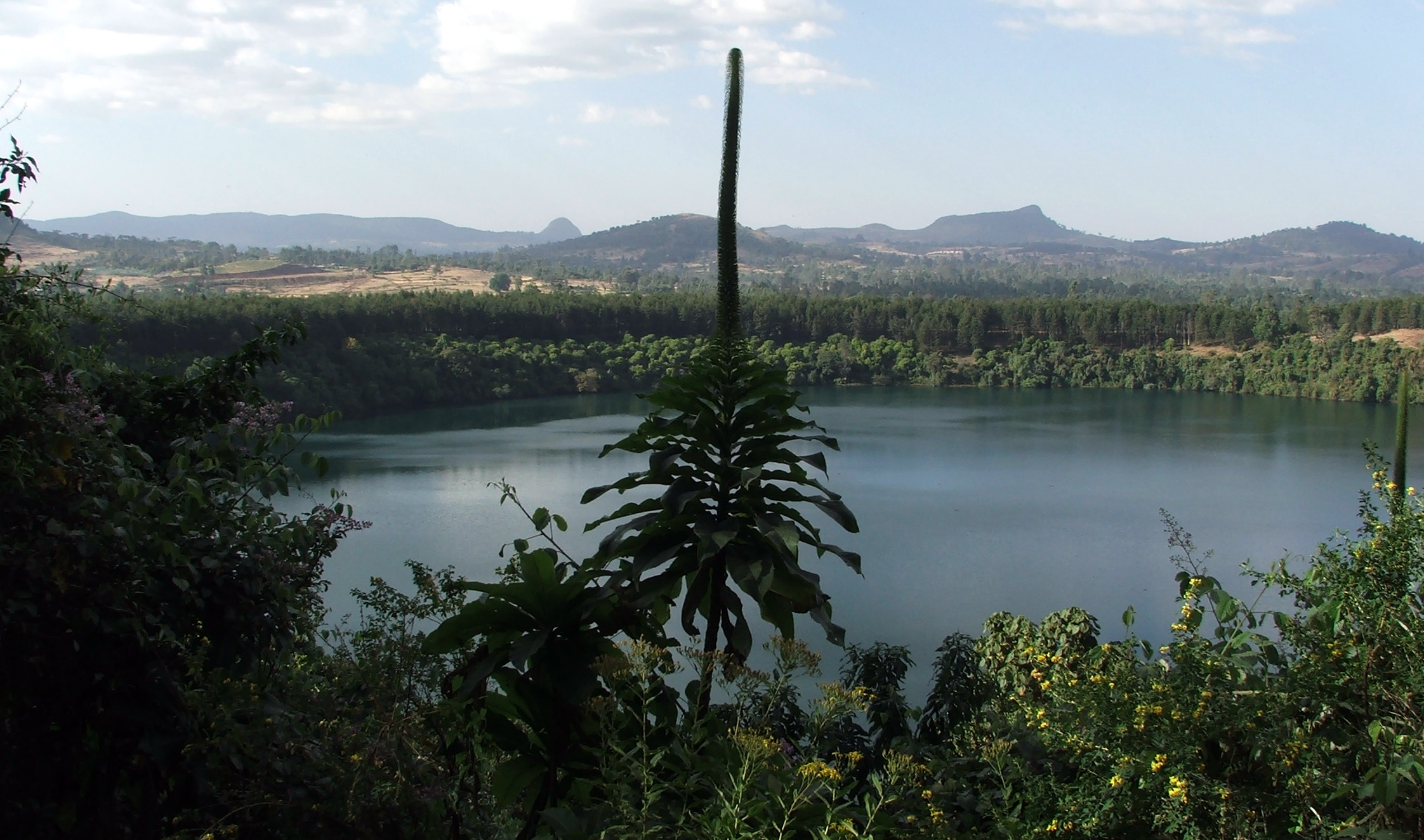
在埃塞俄比亚的阿姆哈拉州（Amhara）Zengena Lake

## 外部連結
- （页面存档备份，存于） USGS
- （英文）低平火山口列表
- （英文）La Vestide du Pal